# Diocesi di Alesa
La diocesi di Alesa (in latino Dioecesis Halaesina) è una sede soppressa della Sicilia bizantina, sottomessa al patriarcato di Costantinopoli. Dal 2018 è una sede titolare della Chiesa cattolica.

## Storia
Halaesa, il cui sito archeologico si trova oggi nel comune di Tusa in provincia di Messina, sulla costa settentrionale della Sicilia, fu sede di un'antica diocesi, attestata dal VII al IX secolo.
Questa sede episcopale, della cui esistenza non vi è ancora unanimità fra gli studiosi, «verosimilmente non deve essere ascritta ad una sede urbana, quanto piuttosto ad un centro rurale funzionale al controllo ed alla gestione di un ampio territorio posto lungo la costa settentrionale della Sicilia che, fino ad allora, contava le sole diocesi di Palermo ad ovest e Tindari ad est. Non è un caso d'altra parte che fra il VI ed il VII secolo siano attestate per la prima volta anche le diocesi di Cefalù, Termini Imerese e Milazzo dislocate lungo il medesimo asse della via Valeria.»
Con il nome greco di Άλέσης è documentata in cinque Notitiae Episcopatuum del patriarcato di Costantinopoli, nel IX, X e XII secolo, come suffraganea dell'arcidiocesi di Siracusa.
A questa antica diocesi vengono attribuiti tre vescovi, due dei quali documentati da atti conciliari. Tra le sottoscrizioni del concilio lateranense celebrato a Roma da papa Martino I nel 649, figura anche Calunniosus Alesinus episcopus, il cui nome appare al 21º posto tra Barbato di Sutri e Pellegrino di Messina.
Il secondo vescovo noto è Antonio, che prese parte al concilio di Costantinopoli dell'869-870, durante il quale fu condannato il patriarca Fozio e riconosciuto come unico patriarca Ignazio I. Antonio è documentato solo nei verbali delle prime tre sessioni conciliari, come episcopus Alisii o Aliseos.
Il terzo vescovo è conosciuto grazie ad un'antica epigrafe in greco, oggi non più esistente, ma copiata in due codici del XVI secolo. L'epigrafe riporta il nome del vescovo Tobia in relazione alla fondazione di un edificio di cui sarebbe l'autore. Secondo i commenti redatti in occasione delle trascrizioni, l'epigrafe venne scoperta nell'area di Santa Maria dei Palazzi, dentro la cinta muraria dell'antica Halaesa, corrispondente probabilmente alla cattedrale della diocesi. Non esistendo più il testo originale, la datazione dell'epigrafe varia da autore ad autore, in un periodo compreso fra il VI e l'VIII secolo.
Non si hanno più notizie della diocesi, che scomparve con l'abbandono della città forse in seguito al terremoto dell'856, o sicuramente con la conquista araba avvenuta probabilmente dopo la caduta di Siracusa nell'878.
Dal 2018 Alesa è annoverata tra le sedi vescovili titolari della Chiesa cattolica; dal 5 giugno 2020 il vescovo titolare è Jorge Esteban González, vescovo ausiliare di La Plata.

## Cronotassi

### Vescovi
- Calunnioso † (attestato nel 649)
- Tobia † (VI / VIII secolo)
- Antonio † (attestato nell'869-870)

### Vescovi titolari
- Jorge Esteban González, dal 5 giugno 2020